# Верхній Алзак
Верхній Алза́к (рос. Верхний Алзак) — селище у складі Таштагольського району Кемеровської області, Росія. Входить до складу Усть-Кабирзинського сільського поселення.

## Населення
Населення — 9 осіб (2010; 6 у 2002).
Національний склад (станом на 2002 рік):
- шорці — 100 %